# Garbiñe Muguruza
Garbiñe Muguruza Blanco (Guatire, Venezuela, 8 de outubro de 1993) é uma ex-tenista profissional hispano-venezuelana, sendo ex-número 1 do mundo no ranking individual da WTA . Desde que se tornou profissional em 2012, ela ganhou seis títulos de simples, tendo alcançado em 2015 sua primeira final em um torneio de Grand Slam, em Wimbledon, onde perdeu a final para Serena Williams. Depois disso ela venceu o torneio de Roland Garros de 2016, derrotando Serena Williams na final, e o o torneio de Wimbledon de 2017, derrotando Venus Williams na final.
Usou o nome completo até ao Torneio de Wimbledon de 2012. No torneio seguinte, o de Cincinnati, passou a apresentar-se somente como Garbiñe Muguruza. Em 11 de setembro de 2017 ascendeu a número 1 do Mundo no Ranking da WTA de singulares. Muguruza também é bem sucedida em duplas, conquistando cinco títulos, tendo terminando em segundo lugar nas finais do WTA de 2015 e chegando às semifinais do Aberto da França de 2014. Conseguiu esses resultados com sua compatriota, Carla Suárez Navarro.
Disputou o último jogo da carreira em janeiro de 2023, pelo WTA de Lyon. Anunciou a aposentadoria em 20 de abril de 2024.

## Vida pessoal
Garbiñe Muguruza nasceu em Caracas, Venezuela, em 8 de outubro de 1993. Ela é filha de uma mãe venezuelana, Scarlet Blanco e um pai espanhol basco, José Antonio Muguruza. Ela tem dois irmãos mais velhos, chamados Asier e Igor, e tem dupla nacionalidade espanhola-venezuelana. Muguruza começou a jogar tênis aos três anos de idade. Depois de se mudar para a Espanha com sua família quando tinha seis anos de idade, Muguruza começou a treinar na Academia de Tênis Bruguera, perto de Barcelona. Em 2023, ela anunciou seu noivado com seu fã Arthur Borges.

## Carreira profissional

### 2012-13: Início da carreira profissional
Depois de se tornar profissional em 2 de março de 2012, Muguruza recebeu um "wild card" para sua primeira aparição nna chave principal do WTA Tour no Miami Open.
Lá, ela derrotou a ex-número 2 do mundo, Vera Zvonareva, e a ex-número 10 do mundo, Flavia Pennetta, antes de cair nas oitavas de final para a eventual campeã, Agnieszka Radwańska, em sets diretos.
No US Open de 2012, ela se qualificou para a chave principal de um torneio de Grand Slam pela primeira vez, após a desistência de várias jogadoras; ela perdeu em três sets para a décima cabeça de chave Sara Errani na primeira rodada.
No Australian Open de 2013, Muguruza chegou à chave principal, após a desistência de várias jogadoras que não disputaram a qualificatória, ela perdeu para Serena Williams em sets diretos na segunda rodada. Em Indian Wells, ela se qualificou para a chave principal onde chegou às oitavas de final, onde caiu para a eventual semifinalista Angelique Kerber. Ela então recebeu um "wild card" para a chave principal do Miami Open mais uma vez, onde igualou o resultado do ano anterior, registrando vitórias sobre Kateřina Siniaková, a 23ª "cabeça de chave" Anastasia Pavlyuchenkova e a nona cabeça de chave Caroline Wozniacki a caminho das oitavas de final, onde perdeu para a quinta cabeça de chave, Li Na. Depois de Wimbledon, Muguruza passou por uma cirurgia no tornozelo direito e perdeu o resto da temporada. Ela continuou a treinar batendo bola sentada e fez mais uma cirurgia para corrigir um desvio de cepto. Ela terminou aquele ano como número 63 do mundo em simples e número 153 em duplas.

### 2014: Primeiro título WTA, resultados estáveis e melhora nas duplas

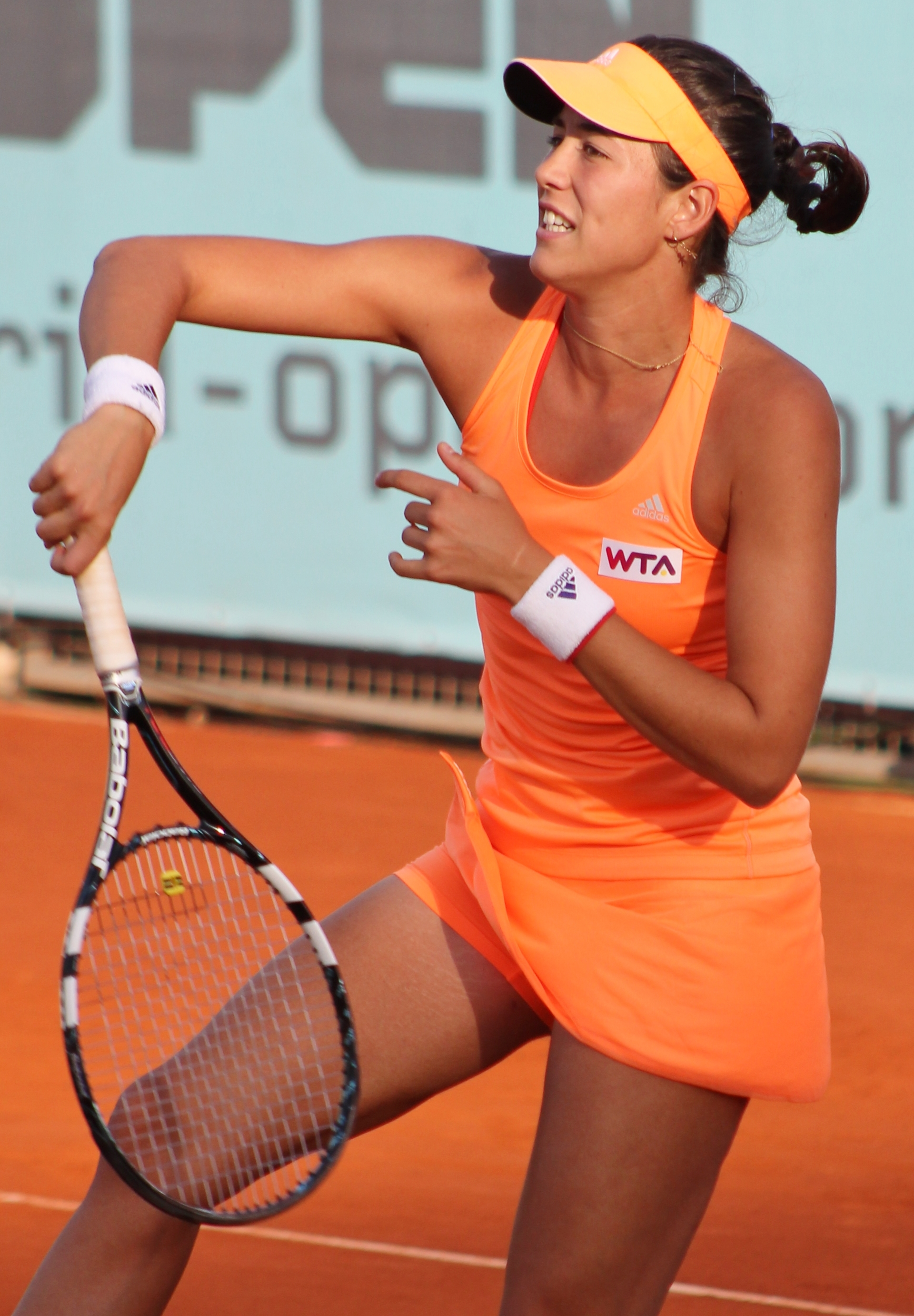
Muguruza no Aberto de Madri, 2014.

Muguruza começou a temporada chegando às quartas de final no Auckland Open, onde perdeu para o ex-número 1 do mundo e eventual vice-campeã, Venus Williams. Na semana seguinte, Muguruza se classificou e acabou conquistando seu primeiro título de simples WTA no Hobart International ao derrotar Klára Zakopalová na final em sets diretos.
No Australian Open, Muguruza se recuperou de um set abaixo para derrotar a décima cabeça de chave, Caroline Wozniacki em três sets para chegar à quarta rodada pela primeira vez, onde perdeu em dois sets para a quinta cabeça de chave, Agnieszka Radwańska. Ela e Arantxa Parra Santonja também chegaram à segunda rodada da chave de duplas; elas perderam em dois sets para a dupla, Raquel Kops-Jones e Abigail Spears.
Depois de uma derrota por três sets para Kimiko Date-Krumm na primeira rodada do Thailand Open, Muguruza chegou à segunda final de simples do ano na Brasil Tennis Cup, onde perdeu em três sets para Klára Zakopalová apesar de ter liderado por um set e 5–2. Muguruza então perdeu na segunda rodada em Indian Wells e Miami, após ficar de "bye" na rodada de abertura, mas chegou às quartas de final deste último torneio em duplas onde ela e sua parceira, Carla Suárez Navarro, perderam em três sets para a dupla 8ª cabeça de chave, Raquel Kops-Jones e Abigail Spears.
Muguruza se recuperou da derrota na primeira rodada do Abierto Monterrey ao chegar às semifinais do Marrakech Grand Prix, onde perdeu para a eventual campeã, María Teresa Torró Flor, em sets diretos. Porém, ela e Romina Oprandi conseguiram vencer a prova de duplas ao derrotar Katarzyna Piter e Maryna Zanevska na final em jogo de três sets. No Aberto de Madri, Muguruza perdeu na segunda rodada para a ex-campeã do US Open, Samantha Stosur, mas chegou à final da chave de duplas com Carla Suárez Navarro, onde perdeu em sets diretos para a a dupla italiana, cabeça de chave N° 2, Sara Errani e Roberta Vinci.
Depois de uma derrota na segunda rodada para a ex-campeã do Aberto da França, Francesca Schiavone, no Aberto da Itália, Muguruza avançou para sua primeira quarta de final de Major no Aberto da França, tendo no caminho, inflingido à número 1 do mundo e defensora do título, Serena Williams, sua pior derrota em um torneio Major, perdendo apenas quatro games na segunda rodada, antes de perder para a eventual campeã, Maria Sharapova, em jogo de três sets. Muguruza também chegou às semifinais da chave de duplas com Suárez Navarro, onde a dupla perdeu em três sets para a dupla primeira cabeça de chave e eventuais campeãs, Peng Shuai e Hsieh Su-wei. Como resultado de seu forte desempenho no evento, Muguruza alcançou as melhores classificações de simples e duplas no 27º e 36º lugar do mundo, respectivamente.
Muguruza começou sua temporada em quadras de grama no Topshelf Open , onde chegou às quartas de final antes de perder para a vinda da qualificatória e eventual campeã, a americana CoCo Vandeweghe em sets diretos, depois de liderar o primeiro set por 5–2. Em Wimbledon, Muguruza foi a 27ª cabeça de chave, mas foi derrotada por Vandeweghe na primeira rodada, em jogo de três sets. Como 16ª cabeça de chave, na chave de duplas com Suárez Navarro, Muguruza e sua parceira derrotaram Ajla Tomljanović e Christina McHale, e Monica Niculescu e Klára Koukalová para chegar à terceira rodada, onde perderam em dois sets para Andrea Petkovic e Magdaléna Rybáriková.
Muguruza começou a temporada norte-americana de quadras duras no Bank of the West Classic. Ela derrotou a sexta cabeça de chave e defensora do título, Dominika Cibulková, em jogo de três sets e a não cabeça de chave Daniela Hantuchová para chegar às quartas de final, onde perdeu em sets diretos para a terceira cabeça de chave Angelique Kerber. Como terceira cabeça de chave na prova de duplas com Suárez Navarro, a dupla derrotou Eva Hrdinová e Andreja Klepač, Caroline Garcia e Zhang Shuai e a dupla segunda cabeças de chave, Anastasia Rodionova e Alla Kudryavtseva, para chegar à final, onde derrotaram Paula Kania e Kateřina Siniaková em jogo de três sets para ganhar o título. No Aberto do Canadá da semana seguinte, Muguruza superou a vinda da qualificatória local, Stéphanie Dubois na primeira rodada antes de cair em três sets para a quarta cabeça de chave, Maria Sharapova. Na chave de duplas, Muguruza e Suárez Navarro avançaram para a segunda rodada, onde perderam para a dupla segunda cabeça de chave, Hsieh Su-wei e Peng Shuai. No Cincinnati Open, Muguruza perdeu na primeira rodada para a alemã Annika Beck, mas chegou às quartas de final em duplas, onde ela e Suárez Navarro perderam para Kimiko Date-Krumm e Andrea Hlaváčková, em sets diretos. No Connecticut Open, Muguruza derrotou a sétima cabeça de chave Sara Errani antes de derrotar a vinda da qualificatória Peng Shuai para chegar às quartas de final, onde perdeu em três sets para a não cabeça de chave Camila Giorgi. Ela e Suárez Navarro também perderam para Marina Erakovic e Arantxa Parra Santonja na primeira rodada da prova de duplas. O próximo evento de Muguruza foi o US Open, onde competiu como 25ª cabeça de chave. No entanto, ela perdeu para a vinda da qualificatória, Mirjana Lučić-Baroni na primeira rodada em sets diretos. Ela e Suarez Navarro também chegaram à terceira rodada do evento de duplas, derrotando Alizé Cornet e Kirsten Flipkens e Marina Erakovic e Arantxa Parra Santonja no caminho antes de perder para as irmãs Williams, não cabeças de chave.
Muguruza começou o giro asiático competindo no Pan Pacific Open. Ela derrotou Anastasia Pavlyuchenkova, quarta cabeça de chave Jelena Janković e Casey Dellacqua a caminho das semifinais, onde caiu em três sets para a segunda cabeça de chave e eventual vice-campeã, Caroline Wozniacki. Muguruza também chegou à final da prova de duplas com Suárez Navarro, derrotando Pavlyuchenkova e Lucie Šafářová, Jarmila Gajdošová e Arina Rodionova e a dupla segunda cabeça de chave, Raquel Kops-Jones e Abigail Spears no caminho, antes de perder para a a dupla primeira cabeça de chave, Cara Black e Sania Mirza em sets diretos. Muguruza competiu em seguida na edição inaugural do Wuhan Open, onde alcançou a terceira rodada de simples, derrotando María Teresa Torró Flor e a número 2 do mundo, Simona Halep, no caminho. Na chave de duplas, chegou à segunda rodada com Suárez Navarro depois de derrotar Torró Flor e Sílvia Soler Espinosa na primeira rodada, mas acabou sendo forçada a desistir do evento devido a uma gastrite. No Aberto da China da semana seguinte, Muguruza sofreu uma derrota de três sets na primeira rodada para Ekaterina Makarova, mas chegou às quartas de final do evento de duplas com Suárez Navarro.
O último evento do ano de Muguruza foi o Torneio das Campeãs que encerrou a temporada em Sófia, Bulgária. Apesar de estar invicta na fase round-robin com vitórias sobre a primeira cabeça de chave, Ekaterina Makarova, a terceira cabeça de chave Flavia Pennetta e a sexta cabeça de chave Alizé Cornet. Muguruza caiu para a eventual campeã, Andrea Petkovic, nas semifinais em sets diretos. Ela terminou o ano no ranking mais alto de sua carreira, ocupando o 21º lugar mundial em simples e o 16º em duplas.

## Defendendo a Espanha
Desde que entrou na WTA, Muguruza consta como espanhola nas chaves dos torneios. A residência de longos anos no país tornou essa opção natural. Contudo, nunca jogou a Fed Cup. Depois que se tornou uma jogadora de ranking consistente, precisava oficializar a escolha para defender um país no torneio de nações e, eventualmente, nos Jogos Olímpicos de Verão. Em vez de resgatar raízes com a Venezuela, preferiu continuar com a Espanha no final de 2014, sendo convocada pelo time nacional no ano seguinte.

### Grand Slam finais

#### Simples: 3 (2 títulos, 1 vice)
| Resultado | Ano  | Campeonato    | Piso   | Oponente        | Placar   |
| --------- | ---- | ------------- | ------ | --------------- | -------- |
| Vice      | 2015 | Wimbledon     | Grama  | Serena Williams | 4-6, 4-6 |
| Campeã    | 2016 | Roland-Garros | Saibro | Serena Williams | 7-5, 6-4 |
| Campeã    | 2017 | Wimbledon     | Grama  | Venus Williams  | 7-5, 6-0 |

## WTA Premier finais

### Duplas: 2 (0 títulos)
| Posição | Ano  | Campeonato                 | Superfície | Parceira             | Adversária                         | Placar                |
| ------- | ---- | -------------------------- | ---------- | -------------------- | ---------------------------------- | --------------------- |
| Vice    | 2014 | Madrid Open                | Saibro     | Carla Suárez Navarro | Sara Errani Roberta Vinci          | 4–6, 3–6              |
| Vice    | 2015 | Dubai Tennis Championships | Duro       | Carla Suárez Navarro | Tímea Babos Kristina Mladenovic    | 3–6, 2–6              |
| Vice    | 2015 | Madrid Open                | Saibro     | Carla Suárez Navarro | Casey Dellacqua Yaroslava Shvedova | 3–6, 7–6(7–4), [5–10] |

## WTA finais

### Simples: 5 (3 títulos, 2 vices)
| Legenda (pre/pos 2010)                       |
| -------------------------------------------- |
| Grand Slam (1–1)                             |
| WTA Tour (0–0)                               |
| Tier I / Premier Mandatory & Premier 5 (0–0) |
| Tier II / Premier (0–0)                      |
| Tier III, IV & V / International (1–1)       |

| Resultado | N. | Data             | Torneio                                  | Piso   | Oponente         | Placar        |
| --------- | -- | ---------------- | ---------------------------------------- | ------ | ---------------- | ------------- |
| Campeã    | 1. | Janeiro 11, 2014 | Hobart International, Hobart, Austrália  | Duro   | Klára Zakopalová | 6–4, 6–0      |
| Vice      | 1. | Março 1, 2014    | Brasil Tennis Cup, Florianópolis, Brasil | Duro   | Klára Zakopalová | 6–4, 5–7, 0–6 |
| Vice      | 2. | Julho 11, 2015   | Wimbledon, Londres, Reino Unido          | Grama  | Serena Williams  | 4–6, 4–6      |
| Campeã    | 2. | Outubro 11, 2015 | Pequim, China                            | Duro   | Timea Bacsinszky | 7-5, 6-4      |
| Campeã    | 3. | Junho 4, 2016    | Roland-Garros, Paris, França             | Saibro | Serena Williams  | 7-5, 6-4      |

### Duplas: 8 (4 títulos, 4 vices)
| Legenda                             |
| ----------------------------------- |
| Grand Slam (0–0)                    |
| WTA Tour (0–0)                      |
| Premier Mandatory & Premier 5 (0–3) |
| Premier (2–1)                       |
| International (2–0)                 |

| Resultado | N. | Data               | Torneio                                   | Piso   | Parceira                | Oponente                           | Placar                |
| --------- | -- | ------------------ | ----------------------------------------- | ------ | ----------------------- | ---------------------------------- | --------------------- |
| Campeã    | 1. | Janeiro 12, 2013   | Hobart International, Hobart, Austrália   | Duro   | María Teresa Torró Flor | Tímea Babos Mandy Minella          | 6–3, 7–6(7–5)         |
| Campeã    | 2. | Abril 27, 2014     | Marrakech Grand Prix, Marrakesh, Marrocos | Saibro | Romina Oprandi          | Katarzyna Piter Maryna Zanevska    | 4–6, 6–2, [11–9]      |
| Vice      | 1. | Maio 10, 2014      | Madrid Open, Madrid, Espanha              | Saibro | Carla Suárez Navarro    | Sara Errani Roberta Vinci          | 4–6, 3–6              |
| Campeã    | 3. | Agosto 3, 2014     | Bank of the West Classic, Stanford, EUA   | Duro   | Carla Suárez Navarro    | Paula Kania Kateřina Siniaková     | 6–2, 4–6, [10–5]      |
| Vice      | 2. | Setembro 20, 2014  | Toray Pan Pacific Open, Toquio, Japão     | Duro   | Carla Suárez Navarro    | Cara Black Sania Mirza             | 2–6, 5–7              |
| Vice      | 3. | Fevereiro 21, 2015 | Dubai Tennis Championships, Dubai, EAU    | Duro   | Carla Suárez Navarro    | Tímea Babos Kristina Mladenovic    | 3–6, 2–6              |
| Vice      | 4. | Maio 9, 2015       | Mutua Madrid Open, Madrid, Espanha        | Saibro | Carla Suárez Navarro    | Casey Dellacqua Yaroslava Shvedova | 3–6, 7–6(7–4), [5–10] |
| Campeã    | 4. | Junho 21, 2015     | Aegon Classic, Birmingham, Reino Unido    | Grama  | Carla Suárez Navarro    | Andrea Hlaváčková Lucie Hradecká   | 6–4, 6–4              |